# Bubble Boy
Pour plus de détails, voir Fiche technique et Distribution.
Bubble Boy est un film américain réalisé par Blair Hayes, sorti en 2001.

## Synopsis
Jimmy Livingston est un jeune homme pas comme les autres. Né avec un système immunitaire défaillant, il est obligé de vivre confiné dans une bulle aseptisée qui le protège du monde extérieur. Grâce à sa mère qui lui témoigne une attention de tous les instants, Jimmy est heureux.
Mais celui-ci décide de sortir de son univers cloisonné lorsqu'il apprend que Chloé, son amie d'enfance, dont il est amoureux, s'apprête à se marier aux chutes du Niagara. Pour se lancer à sa recherche, Jimmy construit une bulle portable avec laquelle il peut se déplacer.

## Fiche technique
- Titre : Bubble Boy
- Réalisation : Blair Hayes
- Scénario : Cinco Paul et Ken Daurio
- Photographie : Jerzy Zielinski
- Musique : John Ottman
- Pays de production :  États-Unis
- Genre : Comédie noire et aventure
- Date de sortie : 2001

## Distribution
- Jake Gyllenhaal (V.F. : Donald Reignoux) : Jimmy Livingston
- Swoosie Kurtz : Mme. Livingston
- Marley Shelton : Chloe
- Danny Trejo : Slim
- John Carroll Lynch : M. Livingston
- Verne Troyer : Dr. Phreak
- Dave Sheridan : Mark
- Brian George : Pushpop
- Patrick Cranshaw : Pappy / Pippy
- Stephen Spinella : homme-poulet
- Ever Carradine : Lisa
- Geoffrey Arend : Garçon
- Matthew McGrory : Sasquatch
- Ping Wu : Emcee
- Zach Galifianakis : l'homme à l'arrêt de bus
- Pablo Schreiber : Todd
- Leo Fitzpatrick : Todd
- Brian Friedman : Todd
- Arden Myrin : Lorraine
- Mandy Moore : Lorraine
- Steven Anthony Lawrence : le garçon avec la glace
- Cleo King : Ministre
- Robert LaSardo : Motard
- Stacy Keibler : Prostituée
- Fabio : Gil